# Levierella densiramea
Levierella densiramea är en bladmossart som beskrevs av Pierre Tixier 1966. Levierella densiramea ingår i släktet Levierella och familjen Fabroniaceae. Inga underarter finns listade i Catalogue of Life.